# Citroën Visa

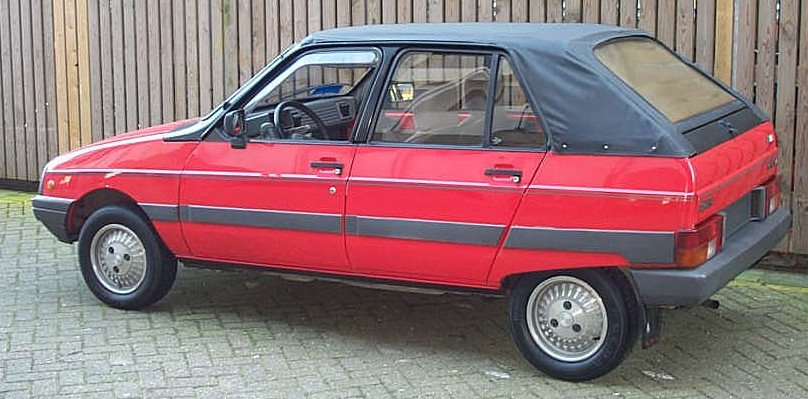
Visa Décapotable uit 1985

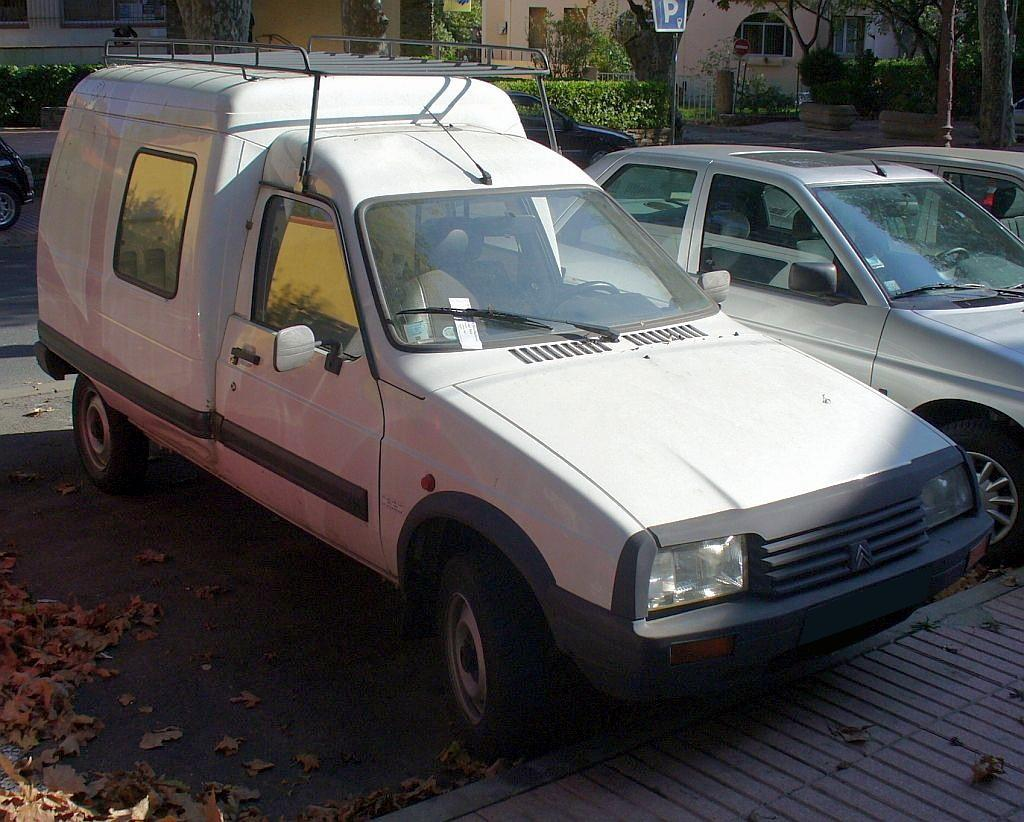
Citroën C15

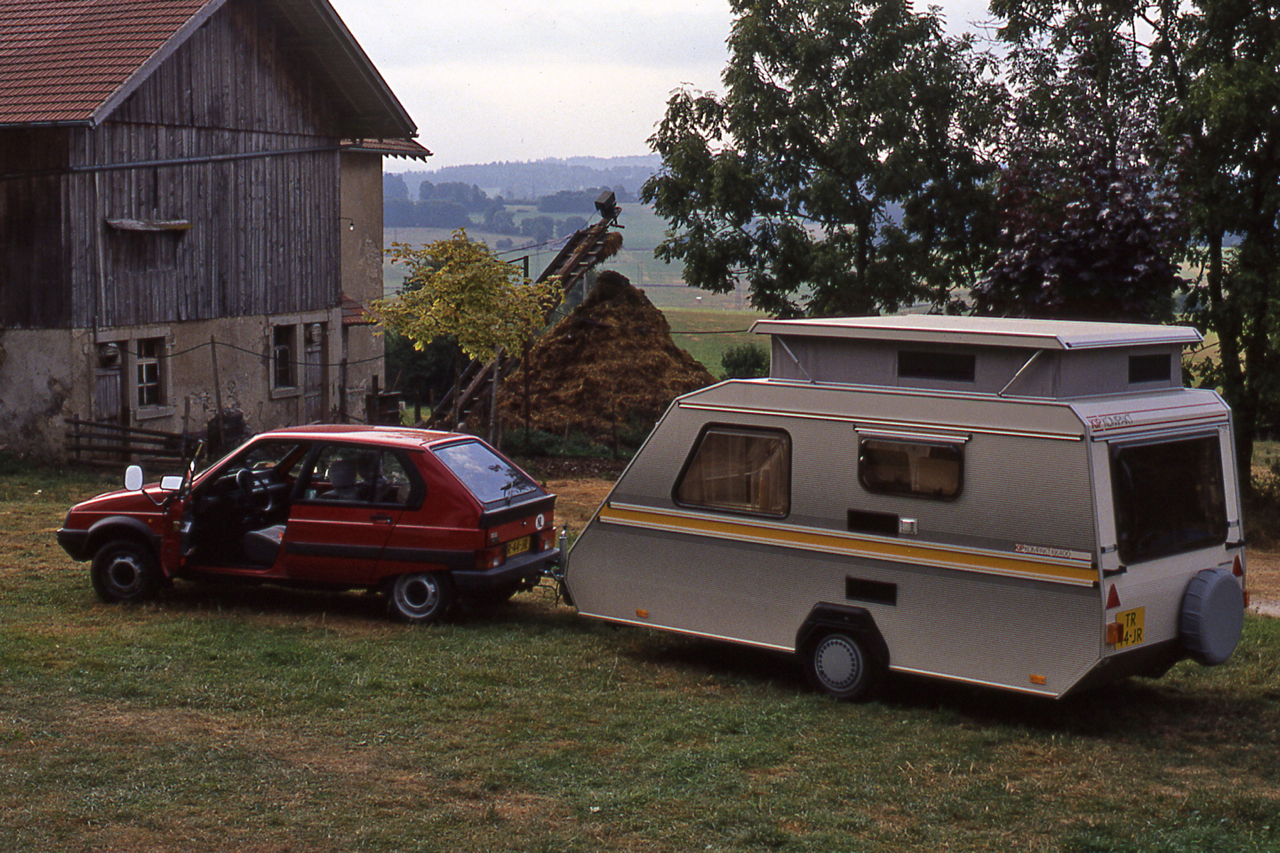
Citroën Visa 17RD met Kip Kompakt

De Citroën Visa is een kleine 5-deurs personenauto die door Citroën werd geproduceerd van 1978 tot 1988. Het was de opvolger van de Ami8.

## Geschiedenis
Aanvankelijk had Citroën een prototype op basis van de Fiat 127 ontwikkeld, het 'Project Y2'. Nadat Citroën in 1974 was overgenomen door Peugeot, werden de plannen gewijzigd. Het project heette nu 'Projet VD' of 'Voiture Diminuée'. Het onderstel voor de Visa werd gebaseerd op de reeds bestaande Peugeot 104. De Visa was het grotere broertje van de eerder uitgebrachte Citroën LN. In tegenstelling tot de Citroën LN, een nagenoeg exacte kopie van de Peugeot 104, had de Visa wel een eigen Citroën-gezicht en -karakter. Uniek aan de Visa was het dashboard dat gebruikmaakte van het ergonomische PRN-systeem (Pluie = regen, Route = weg, Nuit = nacht) met satellieten aan weerszijden van het stuur in plaats van pookjes.
De Visa werd geleverd in de uitvoeringen Spécial en Club met elektronisch ontstoken 652 cc tweecilindermotor, en een Super model (met een Peugeot 1.1 liter, viercilindermotor). Even later kwam daar voor sommige landen nog een 1.0 motor bij.

### Facelifts
Wegens de tegenvallende verkopen werd de Visa op voorstel van carrosseriebouwer Heuliez in 1981 grondig herzien. De verkopen van de Visa namen hierna flink toe. In 1983 werd de Visa Décapotable geïntroduceerd, een cabriolet-sedan-versie die zeldzaam is en geliefd als verzamelaarsobject.
Voor modeljaar 1985 kwamen er grote wijzigingen; het interieur kreeg een nieuw, 'normaal' dashboard en het motorengamma werd aangevuld met een 1.4 benzinemotor en 1.7 dieselmotor voor de zakelijke rijders. Dat jaar verscheen ook de bestelversie van de Visa, de Citroën C15. Deze populaire opvolger van de Acadiane is zelfs nog jarenlang naast de Berlingo - de opvolger van de C15 - tot in december 2005 geproduceerd.

### Sportieve versies
Om de klanten te overtuigen van de meer dan prima kwaliteiten van de Visa, werden er diverse sportieve initiatieven door Citroën ondernomen. In 1980 kwam als eerste de sportieve Visa Super X met 1.2 motor op de markt. Met de hiervan afgeleide Visa Trophée werd een rally-raceklasse opgezet in de Group V en Group B. De Super X werd in 1982 vervangen door de Visa GT met 1.4 motor met dubbele carburateur. De Visa GT verscheen ook in andere varianten: 14S, Challenger, en zelfs als gelimiteerd rallymodel: Chrono en Mille Pistes (4×4). Tot slot werd de Visa GT vervangen door de Visa GTi met 1.6 motor. De 115 pk hiervan zorgde voor meer dan voldoende vermogen.
Na de introductie van de vijfdeurs Citroën AX werd het uitgebreide Visa-programma sterk uitgedund. Modellen als de 14 TRS, de 17 D en de GTi werden geschrapt en alleen de tweecilinder, de 11 RE en de 17 RD bleven over. 
In 1988 werd de productie van de Visa beëindigd.

## Citroën Axel
Van 1984 tot 1988 werd de Citroën Axel, die op een driedeurs versie van de Visa leek, geproduceerd in Craiova (Roemenië). Technisch gezien verschilde de Axel dag en nacht van de Visa. De Axel was namelijk een doorontwikkeling van het oorspronkelijke 'Projet Y2', nu 'Projet TA' geheten. De Axel had een ander onderstel met torsiestaafvering en de luchtgekoelde viercilinder boxermotoren van de Citroën GS.
De import van de Axel werd in Nederland in augustus 1989 gestopt, maar de productie van de oorspronkelijke Oltcit ging nog door tot 1996. In 1991 werd echter het aandeel van Citroën in de fabriek in Roemenië van de hand gedaan.